# Людина-пума
«Людина-пума» (італ. L'uomo puma) — італійський фантастичний бойовик 1980 року.

## Сюжет
Професор Тоні Фармс виявляє, що володіє надприродними здібностями, завдяки містичному медальйону, який його батько отримав від ацтекського шамана Вадіньо. За допомогою медальйона Фармс перетворюється на невразливу людину-пуму, що бореться за справедливість у всьому світі. Одного разу злодій на ім'я Кобрас планує загіпнотизувати правителів всіх країн і стати володарем Землі. Фармс починає боротьбу з Кобрасом за допомогою прибулого на підмогу шамана Вадіньо.

## У ролях
| Актор                 | Роль                              |
| --------------------- | --------------------------------- |
| Волтер Джордж Елтон   | професор Тоні Фармс / Людина-пума |
| Дональд Плезенс       | Кобрас                            |
| Мігель Анхель Фуентес | Вадіньо                           |
| Сідні Ром             | міс Джейн Добсон                  |
| Сільвано Транквілло   | посол Добсон                      |
| Беніто Стефанеллі     | Ренкін, лейтенант Кобраса         |
| Гвідо Лоллобриджида   | бандит з вусами                   |
| Пітер Селліер         | куратор музею                     |
| Джефрі Коплстон       | сер Джордж Бредлі                 |